# Hortor
Hortor är ett unblack metal-band från Mexico City i Mexiko. Bandet bildades år 2004 som en duo av medlemmarna Azmaveth (gitarr/sång) och Freddy "Varme" Acosta (gitarr), men har sedan dess haft inhopp av flera olika medlemmar. Sedan 2020 består bandet, förutom duon, också av medlemmarna: Christian Juan "Azgad" Razo (gitarr/bas), Ana "Hefzi-ba" (klaviatur) samt Askenaz (trummor).
Totalt har Hortor släppt fem studioalbum vilka innehåller material på både spanska och engelska. Detta gör att bandet hamnar inom kategorin tvåspråkiga kristna metal-band. Hortor är också ett av få unblack metal-band som har använt ansiktssmink,.
Namnet Hortor betyder "uppmana" på latin.

## Diskografi
Studioalbum
- Decapitación absoluta al falso profeta (2007)
- Ancient Satanic Rituals Crushed to Dust (2009)
- Dios de dioses (2013)
- Dharma esencia de impueza (2018)
- The Unreleased Demos (2019)

Demos
- Inmunda Ceremonia Satánica (2004)
- Demo (2004)

EP
- By the Sword of the Almighty Emperor (2007)

Split-skivor
- Satanas Destronado / Hortor (2008; w/ Behead Demons)

Samlingsalbum
- Enthroned XI (2015)
- Hortor Box Set (2019)

Uppgifter hämtade från Metal Archives